# 맷 보글
매슈 헤인스 보글(Matthew Haynes Vogel, 1957년 6월 3일 ~ )은 전 미국의 수영 선수로 올림픽 2관왕이자 전 세계 기록 보유자이다.
인디애나주 포트웨인에서 태어난 보글은 1976년 몬트리올 올림픽에서 100m 접영과 400m 혼계영 종목들에서 2개의 금메달을 획드갛였다.
보글은 자신의 경력 동안 400m 혼계영에서 하나의 세계 기록을 세웠다.
그는 현재 메인주 포트엘리자베스에서 코스털 메인 애쿠아틱스의 총감독이다. 그는 전적으로 2006년부터 2014년까지 인디애나 주에서 포트웨인 애쿠아틱스의 총감독이었다.
1996년 명예 수영 선수로서 국제 수영 명예의 전당에 헌액되었다.

## 같이 보기
- 올림픽 수영 남자 메달리스트 목록
- 수영 혼계영 400m 세계 기록 추이